# 都市銀行
都市銀行（としぎんこう）は、普通銀行のなかで、東京都区部や大阪市などの大都市に本店を構え、都市圏に広域展開している日本の銀行である。略して都銀（とぎん）。法的根拠はなく、明確な基準を持たない一方で、その対象は限定されており、現在は5行（定義によっては4行）が該当する。

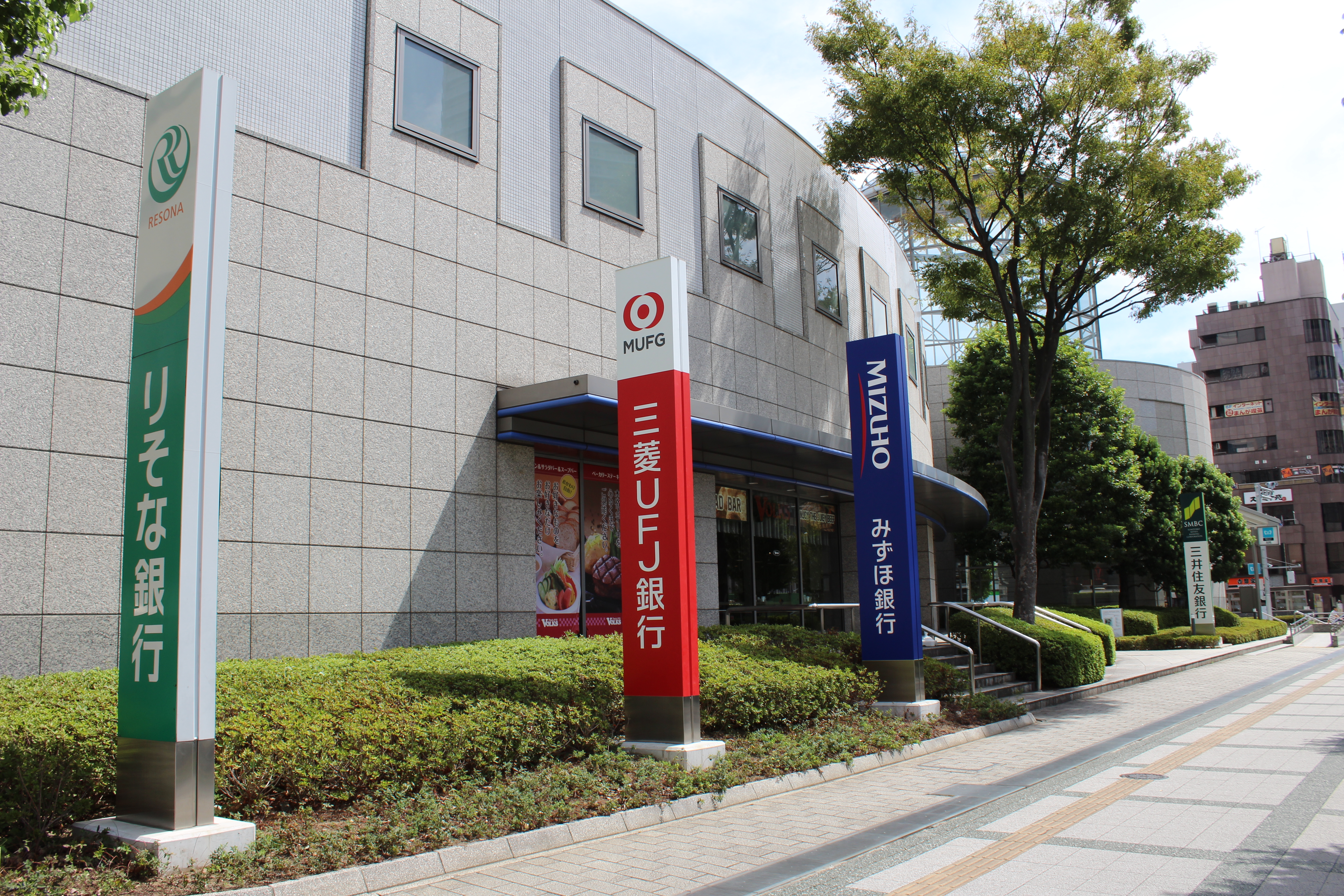
日本の主な都市銀行の看板

## 概要
都市銀行は、1968年10月から始まった大蔵大臣の諮問機関「金融制度調査会」第1分科会における「普通銀行の諸問題」の審議にて、「普通銀行のうち、6大都市またはそれに準ずる都市を本拠として、全国的にまたは数地方にまたがる広域的営業基盤を持つ銀行」のことと定義された。
当時、都市銀行に分類されたのは下記の13行（統一金融機関コード順）である。
- 第一銀行（本店所在地:東京、現在のみずほ銀行）
- 三井銀行（本店:東京、同三井住友銀行）
- 富士銀行（本店:東京、同みずほ銀行）
- 三菱銀行（本店:東京、同三菱UFJ銀行）
- 協和銀行（本店:東京、同りそな銀行）
- 日本勧業銀行（本店:東京、同みずほ銀行）
- 三和銀行（本店:大阪、同三菱UFJ銀行）
- 住友銀行（本店:大阪、同三井住友銀行）
- 大和銀行（本店:大阪、同りそな銀行）
- 東海銀行（本店:名古屋、同三菱UFJ銀行）
- 北海道拓殖銀行（本店:札幌、その後経営破綻）
- 神戸銀行（本店:神戸、同三井住友銀行）
- 東京銀行（本店:東京、外国為替専門銀行、同三菱UFJ銀行）

1968年に日本相互銀行が相互銀行から普通銀行に転換し、太陽銀行（本店:東京、現在の三井住友銀行）に商号変更して都市銀行に加わった。1969年には埼玉銀行（本店:浦和、同埼玉りそな銀行）が地方銀行から都市銀行に転換し、国内の都市銀行は15行体制となった。
1971年に第一銀行と日本勧業銀行が合併して第一勧業銀行（本店:東京、同みずほ銀行）が、1973年に神戸銀行と太陽銀行が合併して太陽神戸銀行（本店:神戸、同三井住友銀行）が誕生し、その後は長らく13行体制となっていたが、北海道拓殖銀行の破綻や都市銀行同士の合併・再編により、2013年以降は現在の三菱UFJ銀行（本店:東京）、三井住友銀行（本店:東京）、みずほ銀行（本店:東京）、りそな銀行（本店:大阪）、および埼玉りそな銀行（本店:さいたま）の5行体制となった。このことから、都市銀行は大手銀行である場合が多く、現在では莫大な預金残高を抱えるいわゆるメガバンクとその系列銀行、匹敵する銀行が占める。
また、大手銀行であってもSBI新生銀行やあおぞら銀行は旧長期信用銀行法による長信銀の後継銀行であること、各信託銀行は金融機関の信託業務の兼営等に関する法律による銀行、ゆうちょ銀行は国営現業の郵便貯金を出自とする特殊性から、都市銀行と定義されない。

### 企業グループ

#### 3大財閥系
- 三菱グループ（旧三菱財閥） - 三菱銀行（→東京三菱銀行→三菱東京UFJ銀行→三菱UFJ銀行）
- 三井グループ（旧三井財閥）- 三井銀行（→太陽神戸三井銀行→さくら銀行→三井住友銀行）
- 住友グループ（旧住友財閥）- 住友銀行（→三井住友銀行）

#### 融資系列
- 第一勧銀グループ - 第一勧業銀行（→みずほ銀行）
- 芙蓉グループ - 富士銀行（→みずほ銀行）
- 三和グループ - 三和銀行（→UFJ銀行→三菱東京UFJ銀行→三菱UFJ銀行）

## 顧客企業獲得状況
帝国データバンクが企業概要ファイル「COSMOS2」に収録されている企業146万社（特殊法人・個人事業主を含む）を対象に行った「全国メーンバンク調査」（2016年12月）によると、都市銀行5行をメインバンクとする企業シェアは20.06%である。地域別では、関東地方で3位まで三菱UFJ銀行、みずほ銀行、三井住友銀行の都銀3行が独占、埼玉りそな銀行（5位）、りそな銀行（9位）も10位以内に入る。近畿地方でも三井住友銀行、三菱UFJ銀行、りそな銀行が3位まで独占し、りそな銀行系列の近畿大阪銀行が8位、みずほ銀行も10位にランクインしている。そのほかの地域では、中部地方（東海３県）において東海銀行を母体とする三菱UFJ銀行が1位である他は、有力地方銀行や一部の信用金庫・信用協同組合がそれぞれの地域で強みを見せており、都市銀行は関東と近畿で強い傾向にあると言える。一方で三大都市圏以外の地方都市においては、地元の地方銀行のシェアが圧倒的な傾向にあり、都市銀行は店舗網も貧弱で存在感は小さい。47都道府県全てに店舗網を有するのは、みずほ銀行のみである（みずほ銀行は地方の場合、県内に数店舗のみの県も多い。都市銀行以外ではゆうちょ銀行も全ての都道府県に店舗を持つ）。
以下、全国順位10位までの銀行を示す（太字は都市銀行）。なお、10位までの順位は2009年の初回調査より変動はなく、三菱UFJ銀行(旧三菱東京UFJ銀行)の首位は8年連続である。
| 順位 | 銀行名           | 社数    | シェア(%) |
| ---- | ---------------- | ------- | --------- |
| 1    | 三菱UFJ銀行      | 102,453 | 7.01      |
| 2    | 三井住友銀行     | 79,916  | 5.47      |
| 3    | みずほ銀行       | 63,648  | 4.35      |
| 4    | りそな銀行       | 30,293  | 2.07      |
| 5    | 北洋銀行         | 24,911  | 1.70      |
| 6    | 千葉銀行         | 20,979  | 1.43      |
| 7    | 西日本シティ銀行 | 20,011  | 1.37      |
| 8    | 福岡銀行         | 19,976  | 1.37      |
| 9    | 埼玉りそな銀行   | 17,031  | 1.13      |
| 10   | 静岡銀行         | 16,561  | 1.13      |

## 現在の都市銀行一覧
2013年7月以降、都市銀行は次の5行に限定されている。埼玉りそな銀行は都市銀行に含める場合とそうでない場合がある。すべて前述の13行の流れを汲む銀行で、これ以外の銀行は都市銀行と呼ばない慣例が存在する（店舗数は2012年3月末時点。日本国外の店舗を含む）。
| 銀行名         | グループ                        | ロゴマーク | 銀行コード | 本店所在地             | 店舗数 | 進出都道府県 | その他の国内グループ行                                    |
| -------------- | ------------------------------- | ---------- | ---------- | ---------------------- | ------ | ------------ | --------------------------------------------------------- |
| みずほ銀行     | みずほフィナンシャルグループ    |            | 0001       | 東京都千代田区         | 459    | 47           | みずほ信託銀行 日本カストディ銀行                         |
| 三菱UFJ銀行    | 三菱UFJフィナンシャル・グループ |            | 0005       | 東京都千代田区         | 818    | 31           | 三菱UFJ信託銀行 日本マスタートラスト信託銀行 auじぶん銀行 |
| 三井住友銀行   | SMBCグループ                    |            | 0009       | 東京都千代田区         | 679    | 34           | SMBC信託銀行 PayPay銀行                                   |
| りそな銀行     | りそなグループ                  |            | 0010       | 大阪府大阪市中央区     | 347    | 26           | 日本カストディ銀行 関西みらい銀行 みなと銀行              |
| 埼玉りそな銀行 | りそなグループ                  |            | 0017       | 埼玉県さいたま市浦和区 | 132    | 2            | 日本カストディ銀行 関西みらい銀行 みなと銀行              |

## 曖昧化する基準
埼玉りそな銀行は前身である旧埼玉銀行・旧あさひ銀行が都市銀行であったため「都市銀行」とされるが、あさひ銀行の埼玉県店舗網を分割して設立された銀行であるため店舗網は埼玉県内に限定されている。大企業のみを顧客とするみずほコーポレート銀行（当時）は都市銀行とされていたのに対し、長期信用銀行から転換したSBI新生銀行やあおぞら銀行は「大都市に本店を構え、全国展開している」という条件を満たすが、出自の関係から都市銀行とされないなど、近年の銀行再編成によって「都市銀行」の基準は曖昧化しつつある。
全国地方銀行協会（地銀協）・第二地方銀行協会（第二地銀協）のいずれにも属していない普通銀行とみなす見方もあるが、これは銀行の運営方針などの問題もあるため、明確な定義でない。ただし「都銀懇話会」という、日本経済団体連合会加盟の任意団体は存在し、全国銀行協会のプレス発表でも「都銀懇、地銀協、第二地銀協、信託協は」というような言い方をしている（なお、埼玉りそな銀行は都銀懇話会の会員ではない）。
全国銀行協会などの発行物、日本銀行の定義、財務省の分類では、埼玉りそな銀行とみずほコーポレート銀行（当時）を「都市銀行」として扱っている。しかし、金融庁のウェブサイトで公開している「免許・許可・登録等を受けている業者一覧」では、みずほコーポレート銀行（当時）を金融庁所管の「都市銀行」、新生銀行（当時）及びあおぞら銀行を金融庁所管の「その他」とする一方、埼玉りそな銀行を関東財務局所管の「その他」としているなど定義は分かれている。
本項では埼玉りそな銀行及びみずほコーポレート銀行（後にみずほ銀行と合併）を都市銀行として扱う。

## 普通銀行統制会
1942年の金融統制団体令施行に際して、普通銀行統制会に加入した銀行グループにその起源を求めることもできる。
- 旧財閥系銀行 - 三井銀行（三井財閥系）、三菱銀行（三菱財閥系）、住友銀行（住友財閥系）、富士銀行（旧安田銀行・安田財閥系）、第一銀行（渋沢財閥系）、大和銀行（旧野村銀行・野村財閥系）
- 旧特殊銀行 - 日本勧業銀行、北海道拓殖銀行、東京銀行（横浜正金銀行の資産を承継）
- 旧地方銀行等で業容が拡大したもの - 三和銀行、東海銀行、※神戸銀行、埼玉銀行、協和銀行（旧日本貯蓄銀行）、太陽銀行（旧日本相互銀行）

※神戸銀行は前身行のひとつとして岡崎財閥傘下の神戸岡崎銀行も関係している。

## 行政上の都市銀行
金融行政での統計資料等においては都市銀行を普通銀行のうちの本庁直轄銀行（ただし業態が従来型のもの）と同義語であるかのごとく使用している。
銀行法第59条第2項では、金融庁長官は権限の一部を財務局長（財務支局長を含む）に委任することができると規定されている。これは金融庁自体に地方支分部局がないため、発足の際の母体となった財務省の地方支分部局に委ねているためである。この規定に基づき、銀行法施行令第17条の2第1項では個別の権限を列挙して（銀行業の免許、銀行の合併等、経営の基本的事項以外は全部）長官権限を財務局長に委任しているが、同条第4項により、金融庁長官の指定するものには適用しない、換言すれば、金融庁長官の指定した金融機関については財務局長に委任せず金融庁長官自身が権限を行使することと規定された。
この規定に基づいて、「銀行法施行令第17条の2第1項から第3項までの規定を適用しない金融庁長官の権限等を定める件」（平成14年金融庁告示第35号）が制定されて、この中で、みずほ銀行・みずほコーポレート銀行（当時）・三井住友銀行・三菱東京UFJ銀行・りそな銀行の5行が「本庁直轄銀行」とされ、これが行政上、「都市銀行」と表現されている。その他、長期信用銀行から移行した2行（新生銀行(当時)、あおぞら銀行）、新たな形態の銀行や信託兼営銀行も本庁直轄銀行だが、これらは都市銀行とはされない。また、埼玉りそな銀行は本庁直轄銀行ではないため、金融庁の作成資料では都市銀行としては扱われていないが、全国地方銀行協会・第二地方銀行協会のいずれにも加入していないので、地方銀行・第二地方銀行には分類されず、関東財務局所管の「その他」というジャンルに分類されている。
これに伴い、金融庁の組織において監督局銀行第一課と同銀行第二課との間の監督対象銀行の区分は、銀行第二課は「社団法人全国地方銀行協会又は社団法人第二地方銀行協会の会員その他金融庁長官が定める者」（金融庁組織令第21条第1項第1号イ）、銀行第一課はそれ以外の銀行業を営む者（金融庁組織令第20条第1項第1号イ）と区分している。

## 都市銀行のあゆみ
| 財閥・政府系銀行誕生 （1873年 - 1939年）                                    | 戦時統制 （1940年 - 1945年）                                                | 戦後改革・財閥解体 （1946年 - 1951年）                                             | 財閥名復帰・長期金融整備・高度成長 （1952年 - 1970年）                                                            | 高度成長終焉・安定成長・バブル経済 （1971年 - 1989年）                                                            | 金融ビッグバン （1990年 - 1999年）                                                                                | 不良債権処理 （2000年 - ）                                      | 不良債権処理 （2000年 - ）                                    |                          |
| --------------------------------------------------------------------------- | --------------------------------------------------------------------------- | ---------------------------------------------------------------------------------- | --- | --- | --- | --------------------------------------------------------------- | ------------------------------------------------------------- | ------------------------ |
| 三菱銀行 （1919年 - 1948年）                                                | 三菱銀行 （1919年 - 1948年）                                                | 千代田銀行 （1948年 - 1953年）                                                     | 三菱銀行（1953年 - 1996年）                                                                                       | 三菱銀行（1953年 - 1996年）                                                                                       | 東京三菱銀行 （1996年 - 2006年）                                                                                  | 東京三菱銀行 （1996年 - 2006年）                                | 三菱東京UFJ銀行 （2006年 - 2018年） 三菱UFJ銀行 （2018年 - ） |                          |
| 横浜正金銀行 （1879年 - 1946年） （1946年閉鎖機関指定、東京銀行に業務承継） | 横浜正金銀行 （1879年 - 1946年） （1946年閉鎖機関指定、東京銀行に業務承継） | 東京銀行（1946年 - 1996年）                                                        | 東京銀行（1946年 - 1996年）                                                                                       | 東京銀行（1946年 - 1996年）                                                                                       | 東京三菱銀行 （1996年 - 2006年）                                                                                  | 東京三菱銀行 （1996年 - 2006年）                                | 三菱東京UFJ銀行 （2006年 - 2018年） 三菱UFJ銀行 （2018年 - ） |                          |
| 三和銀行（1933年 - 2002年）                                                 | 三和銀行（1933年 - 2002年）                                                 | 三和銀行（1933年 - 2002年）                                                        | 三和銀行（1933年 - 2002年）                                                                                       | 三和銀行（1933年 - 2002年）                                                                                       | 三和銀行（1933年 - 2002年）                                                                                       | UFJ銀行 （2002年 - 2006年）                                     | 三菱東京UFJ銀行 （2006年 - 2018年） 三菱UFJ銀行 （2018年 - ） |                          |
| 愛知銀行 伊藤銀行 名古屋銀行 （1890年代 - 1941年）                          | 東海銀行（1941年 - 2002年）                                                 | 東海銀行（1941年 - 2002年）                                                        | 東海銀行（1941年 - 2002年）                                                                                       | 東海銀行（1941年 - 2002年）                                                                                       | 東海銀行（1941年 - 2002年）                                                                                       | UFJ銀行 （2002年 - 2006年）                                     | 三菱東京UFJ銀行 （2006年 - 2018年） 三菱UFJ銀行 （2018年 - ） |                          |
| 相互無尽（1917年 - 1951年）                                                 | 相互無尽（1917年 - 1951年）                                                 | 相互無尽（1917年 - 1951年）                                                        | 第一相互銀行（1951年 - 1989年）                                                                                   | 第一相互銀行（1951年 - 1989年）                                                                                   | 太平洋銀行 （1989年 - 1996年） （1996年破綻、わかしお銀行へ営業譲渡）                                             | わかしお銀行 （1996年 - 2003年）                                | 三井住友銀行 （2003年 - ） （わかしお銀行から商号変更）       |                          |
| 住友銀行 （1895年 - 1948年）                                                | 住友銀行 （1895年 - 1948年）                                                | 大阪銀行 （1948年 - 1952年）                                                       | 住友銀行（1952年 - 2001年）                                                                                       | 住友銀行（1952年 - 2001年）                                                                                       | 住友銀行（1952年 - 2001年）                                                                                       | 三井住友銀行 （2001年 - 2003年）                                | 三井住友銀行 （2003年 - ） （わかしお銀行から商号変更）       |                          |
| 神戸銀行（1936年 - 1973年）                                                 | 神戸銀行（1936年 - 1973年）                                                 | 神戸銀行（1936年 - 1973年）                                                        | 神戸銀行（1936年 - 1973年）                                                                                       | 太陽神戸銀行 （1973年 - 1990年）                                                                                  | 太陽神戸三井銀行 （1990年 - 1992年） さくら銀行 （1992年 - 2001年）                                               | 三井住友銀行 （2001年 - 2003年）                                | 三井住友銀行 （2003年 - ） （わかしお銀行から商号変更）       |                          |
| 無尽会社5社 （ - 1940年）                                                   | 大日本無尽 （1940年 - 1948年）                                              | 日本無尽 （1948年 - 1951年）                                                       | 日本相互銀行 （1951年 - 1968年） 太陽銀行 （1968年 - 1973年）                                                     | 太陽神戸銀行 （1973年 - 1990年）                                                                                  | 太陽神戸三井銀行 （1990年 - 1992年） さくら銀行 （1992年 - 2001年）                                               | 三井住友銀行 （2001年 - 2003年）                                | 三井住友銀行 （2003年 - ） （わかしお銀行から商号変更）       |                          |
| 三井銀行 （1876年 - 1943年）                                                | 帝国銀行 （1943年 - 1948年）                                                | 帝国銀行 （1948年 - 1954年）                                                       | 三井銀行（1954年 - 1989年）                                                                                       | 三井銀行（1954年 - 1989年）                                                                                       | 太陽神戸三井銀行 （1990年 - 1992年） さくら銀行 （1992年 - 2001年）                                               | 三井住友銀行 （2001年 - 2003年）                                | 三井住友銀行 （2003年 - ） （わかしお銀行から商号変更）       |                          |
| 第一銀行 （1873年 - 1943年）                                                | 帝国銀行 （1943年 - 1948年）                                                | 第一銀行（1948年 - 1971年）                                                        | 第一銀行（1948年 - 1971年）                                                                                       | 第一勧業銀行（1971年 - 2002年）                                                                                   | 第一勧業銀行（1971年 - 2002年）                                                                                   | みずほ銀行 / みずほコーポレート銀行 （2002年 - 2013年）         | みずほ銀行 （2013年 - ）                                      | みずほ銀行 （2013年 - ） |
| 日本勧業銀行 （1897年 - 1950年）                                            | 日本勧業銀行 （1897年 - 1950年）                                            | 日本勧業銀行 （1950年 - 1971年）                                                   | 日本勧業銀行 （1950年 - 1971年）                                                                                  | 第一勧業銀行（1971年 - 2002年）                                                                                   | 第一勧業銀行（1971年 - 2002年）                                                                                   | みずほ銀行 / みずほコーポレート銀行 （2002年 - 2013年）         | みずほ銀行 （2013年 - ）                                      | みずほ銀行 （2013年 - ） |
| 安田銀行 （1876年 - 1948年）                                                | 安田銀行 （1876年 - 1948年）                                                | 富士銀行（1948年 - 2002年）                                                        | 富士銀行（1948年 - 2002年）                                                                                       | 富士銀行（1948年 - 2002年）                                                                                       | 富士銀行（1948年 - 2002年）                                                                                       | みずほ銀行 / みずほコーポレート銀行 （2002年 - 2013年）         | みずほ銀行 （2013年 - ）                                      | みずほ銀行 （2013年 - ） |
| 日本興業銀行（1902年 - 2002年）                                             |                                                                             |                                                                                    | | | | みずほ銀行 / みずほコーポレート銀行 （2002年 - 2013年）         | みずほ銀行 （2013年 - ）                                      | みずほ銀行 （2013年 - ） |
| 貯蓄銀行9行 （1890年代 - 1945年）                                           | 日本貯蓄銀行 （1945年 - 1948年）                                            | 協和銀行（1948年 - 1991年）                                                        | 協和銀行（1948年 - 1991年）                                                                                       | 協和銀行（1948年 - 1991年）                                                                                       | 協和埼玉銀行 （1991年 - 1992年） あさひ銀行 （1992年 - 2003年）                                                   | 協和埼玉銀行 （1991年 - 1992年） あさひ銀行 （1992年 - 2003年） | りそな銀行 / 埼玉りそな銀行 （2003年 - ）                     |                          |
| 八十五銀行 武州銀行 忍商業銀行 飯能銀行 （1890年代 - 1943年）               | 埼玉銀行（1943年 - 1991年）                                                 | 埼玉銀行（1943年 - 1991年）                                                        | 埼玉銀行（1943年 - 1991年）                                                                                       | 埼玉銀行（1943年 - 1991年）                                                                                       | 協和埼玉銀行 （1991年 - 1992年） あさひ銀行 （1992年 - 2003年）                                                   | 協和埼玉銀行 （1991年 - 1992年） あさひ銀行 （1992年 - 2003年） | りそな銀行 / 埼玉りそな銀行 （2003年 - ）                     |                          |
| 野村銀行 （1918年 - 1948年）                                                | 野村銀行 （1918年 - 1948年）                                                | 大和銀行（1948年 - 2003年）                                                        | 大和銀行（1948年 - 2003年）                                                                                       | 大和銀行（1948年 - 2003年）                                                                                       | 大和銀行（1948年 - 2003年）                                                                                       | 大和銀行（1948年 - 2003年）                                     | りそな銀行 / 埼玉りそな銀行 （2003年 - ）                     |                          |
| 北海道拓殖銀行 （1900年 - 1950年）                                          | 北海道拓殖銀行 （1900年 - 1950年）                                          | 北海道拓殖銀行（1950年 - 1997年） （1997年破綻、北洋銀行と中央信託銀行に営業譲渡） | 北海道拓殖銀行（1950年 - 1997年） （1997年破綻、北洋銀行と中央信託銀行に営業譲渡）                                | 北海道拓殖銀行（1950年 - 1997年） （1997年破綻、北洋銀行と中央信託銀行に営業譲渡）                                | 北海道拓殖銀行（1950年 - 1997年） （1997年破綻、北洋銀行と中央信託銀行に営業譲渡）                                | （2006年法人格消滅）                                            | （2006年法人格消滅）                                          |                          |
| （勧銀・拓銀の長期金融を承継）                                              | （勧銀・拓銀の長期金融を承継）                                              | （勧銀・拓銀の長期金融を承継）                                                     | 日本長期信用銀行 （1952年 - 2000年） （1998年破綻、2000年投資組合ニューLTCBパートナーズ（リップルウッド）に売却） | 日本長期信用銀行 （1952年 - 2000年） （1998年破綻、2000年投資組合ニューLTCBパートナーズ（リップルウッド）に売却） | 日本長期信用銀行 （1952年 - 2000年） （1998年破綻、2000年投資組合ニューLTCBパートナーズ（リップルウッド）に売却） | 新生銀行 （2000年 - 2023年） SBI新生銀行 （2023年 - ）          | 新生銀行 （2000年 - 2023年） SBI新生銀行 （2023年 - ）        |                          |

1. 埼玉銀行は成立当初は地方銀行。1969年に都市銀行へと転換した。
2. 背景濃灰は特殊銀行または長期信用銀行・外国為替専業銀行・第二地方銀行等。
3. 住友銀行は1986年平和相互銀行と、三井住友銀行は2003年わかしお銀行と合併している。
4. りそな銀行は旧大和・あさひの埼玉県外店舗を、埼玉りそな銀行は同じく埼玉県内店舗を引き継いでいる。また、りそな銀行は2005年に奈良銀行と合併している。
5. SBI新生銀行は都銀の部門譲渡によって設立された長信銀の後継行のため、この図表に掲載しているが、都市銀行には含まない。
6. カッコ内は銀行の存在期間。

## かつてBANCS加盟13都市銀行の現状
BANCSは、都市銀行間を接続するCD/ATMの相互接続ネットワーク。
- みずほ銀行
  - 第一勧業銀行
  - 富士銀行
- 三菱UFJ銀行
  - 三菱銀行
  - 三和銀行
  - 東海銀行
  - 東京銀行
- 三井住友銀行
  - 三井銀行
  - 太陽神戸銀行
  - 住友銀行
- りそな銀行
  - 大和銀行
  - 協和銀行
  - 埼玉銀行（埼玉県外店舗）
- 埼玉りそな銀行
  - 埼玉銀行（埼玉県内店舗）
- 北海道拓殖銀行（破綻後、北洋銀行と中央信託銀行へ営業譲渡（現在はそれぞれ北洋銀行と三井住友信託銀行））